# Robert Ruchała
Robert Ruchała (ur. 15 maja 1998 w Nowym Sączu) – polski zawodnik mieszanych sztuk walki (MMA). Amatorski Mistrz Polski MMA „Time of Masters”. Wicemistrz Polski ALMMA 2018. Były zawodnik organizacji KSW, w której dwukrotnie był tymczasowym mistrzem w wadze piórkowej. Aktualnie związany z największą organizacją MMA na świecie - UFC.

## Kariera MMA

### Wczesna kariera
Stoczył 15 walk w amatorskim MMA i zdobył 2 miejsce w zawodach Amatorskiej Ligi MMA.
W zawodowym MMA zadebiutował 9 listopada 2019 roku na gali Octagon No Mercy 8: Jurassic Army, pokonując Mariusza Szyje przed jednogłośną decyzję sędziów po trzech rundach.
Ponad miesiąc później zanotował kolejne zwycięstwo na gali Wieczór Walk 5, wygrywając jednogłośną decyzją z Dawidem Karetą.
25 lipca 2020 roku poddał duszeniem zza pleców Pawła Szumlasa, po czym 2 miesiące później podpisał kontrakt z największą organizacją w Europie – Konfrontacja Sztuk Walki.

### KSW
W KSW zadebiutował 14 listopada 2020 roku. Na gali KSW 56 poddał w końcówce pierwszej rundy Michała Domina. Ta wygrana przyniosła mu bonus za poddanie wieczoru.
30 stycznia 2021 roku na gali KSW 58 efektowną dźwignią na ramie pokonał Daniela Bažanta, odnosząc 5 zwycięstwo w zawodowej karierze. Walka odbyła się w limicie umownym do 68 kg. Zdobył kolejny bonus za poddanie wieczoru.
23 października 2021 podczas wydarzenia KSW 64 udanie zrewanżował się dawnemu pogromcy w amatorstwie – Patrykowi Kaczmarczykowi, wygrywając pojedynek na pełnym dystansie jednogłośną decyzją sędziowską.
23 kwietnia 2022 na KSW 69 w Warszawie, zawalczył z nowo zakontraktowanym w federacji, niepokonanym Włochem – Michele Baiano. Walkę wygrał po trzech rundach decyzją jednogłośną, zapewniając rywalowi pierwszą porażkę w karierze.
14 października 2022 na gali KSW 75 w Nowym Sączu, zmierzył się z doświadczonym Damianem Stasiakiem. Około dwa tygodnie przed galą, z powodu usunięcia z karty walk starcia o pas mistrzowski wagi półciężkiej pojedynek Stasiaka z Ruchałą został nową walką wieczoru. Po pojedynku pełnym akcji, Ruchała zwyciężył niejednogłośną decyzją sędziów, którzy punktowali 29-28, 28-29, 29-28.  Po walce organizacja nagrodziła pojedynek bonusem za najlepszą walkę wieczoru.
Oczekiwano, że 17 marca 2023 zawalczy z Dawidem Śmiełowskim w głównej walce wieczoru gali KSW 80 w Lubinie, o tymczasowy pas mistrzowski kategorii piórkowej KSW. Ostatecznie na nieco miesiąc przed zaplanowaną galą w mediach społecznościowych wybiegła informacja o kontuzji Śmiełowskiego, która wyklucza go z tego zestawienia. Nowym rywalem Ruchały w pojedynku o tytuł został nr. 2 rankingu KSW w wadze piórkowej, Lom-Ali Eskijew. Na 30 sekund przed końcem walki zwyciężył przez techniczny nokaut, rozbijając łokciami w parterze bezradnego rywala. Cztery dni po tej walce polska organizacja nagrodziła Ruchałę oraz Eskijewa dodatkowym bonusem za walkę wieczoru.
19 sierpnia 2023 w walce wieczoru gali XTB KSW 85: Parnasse vs. Ruchała zmierzył się z prawowitym mistrzem wagi piórkowej, Salahdinem Parnassem. Pojedynek obu zawodników był starciem mistrza z tymczasowym mistrzem, doszło zatem do unifikacji pasów mistrzowskich kategorii piórkowej. Przegrał przez nokaut w czwartej rundzie, po tym jak otrzymał od Francuza mocne kopnięcie na wątrobę. Była to jego pierwsza zawodowa porażka.
11 maja 2024 na XTB KSW 94: Bartosiński vs. Michaliszyn, która miała miejsce w gdańsko sopockiej Ergo Arenie, po raz drugi zawalczył o tymczasowy pas KSW w wadze piórkowej. Jego rywalem w rewanżowym starciu był Patryk Kaczmarczyk. Już w niespełna minutę walki znokautował rywala kopnięciem na wątrobę. Po wydarzeniu organizacja nagrodziła go bonusem za najlepszy nokaut wieczoru.
Na jubileuszowej gali XTB KSW 100, która odbyła się 16 listopada 2024 w PreZero Arena Gliwice, przystąpił do pierwszej obrony tymczasowego pasa mistrzowskiego wagi piórkowej. Jego rywalem został były mistrz FEN w wadze piórkowej, Kacper Formela. W trzeciej rundzie znokautował w parterze pretendenta uderzeniami z łokci oraz pięści.
W marcu 2025 ogłosił, że nie przedłużył kontraktu z KSW oraz otrzymał ofertę od organizacji UFC.

### UFC
W czerwcu 2025 roku, podpisał kontrakt z największą organizacją MMA na świecie - Ultimate Fighting Championship.  6 września 2025 zadebiutuje na gali UFC Fight Night: Imavov vs. Borralho w Paryżu, gdzie zmierzy się z Williamem Gomisem.

## Osiągnięcia

### Mieszane sztuki walki
- 2018: Mistrzostwa Polski „Time of Masters" – 1. miejsce (Kraków) kategoria 70 kg[3]
- Amatorska Liga MMA
  - 2018: Amatorska Liga MMA 163 – 2. miejsce (Sochaczew)[38]
- Konfrontacja Sztuk Walki
  - 2023: Tymczasowy mistrz KSW w wadze piórkowej[39]
  - 2024-2025: Tymczasowy mistrz KSW w wadze piórkowej[5]

### Submission fighting
- 2018: Puchar Polski w submission fighting – 1. miejsce (Warszawa)[40]
- Mistrzostwa Polski ADCC – 3. miejsce (Kraków)

### Brazylijskie jiu-jitsu
- Mistrzostwa Polski NO-GI – 3. miejsce (Tychy)
- 2016: Superpuchar Polski NO-GI – 2. miejsce (Zawiercie)
- 2017: Next Level Cup 2 – 1. miejsce (Opole)
- Octopus Cup – 3. miejsce
- 2017: XXIII LIGA BJJ NO-GI – 1. miejsce (Kraków)
- 2017: XXIII LIGA BJJ GI – 3. miejsce (Kraków)
- Brązowy pas

## Lista walk w MMA

### Zawodowe
| Wynik     | Bilans | Przeciwnik (bilans przed walką) | Rozstrzygnięcie                             | Runda | Czas | Rozgrywki                               | Data       | Miejsce      | Uwagi |
| --------- | ------ | ------------------------------- | ------------------------------------------- | ----- | ---- | --------------------------------------- | ---------- | ------------ | --- |
|           |        | William Gomis (14-3)            |                                             |       |      | UFC Fight Night: Imavov vs. Borralho    | 06.09.2025 | Paryż        | Debiut w UFC.                                                                                             |
| Wygrana   | 11-1   | Kacper Formela (18-4)           | TKO (ciosy pięściami i łokciami w parterze) | 3     | 2:44 | XTB KSW 100: Khalidov vs. Bartosiński   | 16.11.2024 | Gliwice      | Obronił tymczasowy pas międzynarodowego mistrza KSW w wadze piórkowej.                                    |
| Wygrana   | 10-1   | Patryk Kaczmarczyk (11-2)       | KO (kopnięcie na wątrobę)                   | 1     | 0:59 | XTB KSW 94: Bartosiński vs. Michaliszyn | 11.05.2024 | Gdańsk/Sopot | Zdobył tymczasowy pas międzynarodowego mistrza KSW w wadze piórkowej. Bonus za nokaut wieczoru.           |
| Przegrana | 9-1    | Salahdine Parnasse (17-1)       | KO (kopnięcie na wątrobę)                   | 4     | 4:42 | XTB KSW 85: Parnasse vs. Ruchała        | 19.08.2023 | Nowy Sącz    | Unifikacja pasów. Walka o pełnoprawny pas międzynarodowego mistrza KSW w wadze piórkowej. Main Event      |
| Wygrana   | 9-0    | Lom-Ali Eskijew (20-6. 1 NC)    | TKO (łokcie w parterze)                     | 5     | 4:35 | KSW 80: Eskiev vs. Ruchała              | 17.03.2023 | Lubin        | Zdobył tymczasowy pas międzynarodowego mistrza KSW w wadze piórkowej. Bonus za walkę wieczoru. Main Event |
| Wygrana   | 8-0    | Damian Stasiak (13-8)           | Decyzja (niejednogłośna)                    | 3     | 5:00 | KSW 75: Stasiak vs. Ruchała             | 14.10.2022 | Nowy Sącz    | Bonus za walkę wieczoru. Main Event                                                                       |
| Wygrana   | 7-0    | Michele Baiano (7-0)            | Decyzja (jednogłośna)                       | 3     | 5:00 | KSW 69: Przybysz vs. Martins            | 23.04.2022 | Warszawa     | Limit umowny -68 kg.                                                                                      |
| Wygrana   | 6-0    | Patryk Kaczmarczyk (7-0)        | Decyzja (jednogłośna)                       | 3     | 5:00 | KSW 64: Przybysz vs. Santos             | 23.10.2021 | Łódź         | |
| Wygrana   | 5-0    | Daniel Bažant (4-1)             | Poddanie (dźwignia prosta na staw łokciowy) | 3     | 3:37 | KSW 58: Parnasse vs. Torres             | 30.01.2021 | Łódź         | Limit umowny -68 kg. Bonus za poddanie wieczoru.                                                          |
| Wygrana   | 4-0    | Michał Domin (3-1)              | Poddanie (dźwignia prosta na staw łokciowy) | 1     | 4:59 | KSW 56: Polska vs. Chorwacja            | 14.11.2020 | Łódź         | Debiut w KSW. Bonus za poddanie wieczoru.                                                                 |
| Wygrana   | 3-0    | Paweł Szumlas (1-0)             | Poddanie (duszenie zza pleców)              | 2     | 3:37 | Wieczór Walk 6: Live in studio          | 25.07.2020 | Kraków       | Main Event                                                                                                |
| Wygrana   | 2-0    | Dawid Kareta (2-0)              | Decyzja (jednogłośna)                       | 3     | 5:00 | Wieczór Walk 5                          | 14.12.2019 | Kraków       | |
| Wygrana   | 1-0    | Mariusz Szyja (0-0)             | Decyzja (jednogłośna)                       | 3     | 5:00 | Octagon No Mercy 8: Jurassic Army       | 09.11.2019 | Zawiercie    | Main Event                                                                                                |

### Amatorskie
| Wynik     | Bilans | Przeciwnik (bilans przed walką) | Rozstrzygnięcie                               | Runda | Czas | Rozgrywki                                                        | Data       | Miejsce   | Uwagi                                                |
| --------- | ------ | ------------------------------- | --------------------------------------------- | ----- | ---- | ---------------------------------------------------------------- | ---------- | --------- | ---------------------------------------------------- |
| Wygrana   | 12-3   | Dominik Tkaczyk (4-3)           | Decyzja (jednogłośna)                         | 3     | 3:00 | Armia Fight Night 6                                              | 14.06.2019 | Radom     | Powrót do wagi piórkowej.                            |
| Wygrana   | 11-3   | Kamil Osendowski (0-0)          | Decyzja (jednogłośna)                         | 3     | 3:00 | Wirtuoz Challenge 2: Next Step                                   | 06.04.2019 | Wolbórz   | Powrót do wagi piórkowej.                            |
| Przegrana | 10-3   | Łukasz Baranowski (0-0)         | Poddanie (odwrotne duszenie trójkątne nogami) | 1     | 2:18 | ALMMA 163: Mistrzostwa Polski MMA 2018 oraz Mistrzostwa Mazowsza | 16.12.2018 | Sochaczew | Finał ALMMA 163 w wadze lekkiej.                     |
| Wygrana   | 10-2   | Mariusz Przewłocki (0-0)        | Decyzja (jednogłośna)                         | 3     | 3:00 | ALMMA 163: Mistrzostwa Polski MMA 2018 oraz Mistrzostwa Mazowsza | 16.12.2018 | Sochaczew | Półfinał ALMMA 163 w wadze lekkiej.                  |
| Wygrana   | 9-2    | Denis Zarówny (2-1)             | Decyzja (jednogłośna)                         | 3     | 3:00 | ALMMA 163: Mistrzostwa Polski MMA 2018 oraz Mistrzostwa Mazowsza | 16.12.2018 | Sochaczew | Ćwierćfinał ALMMA 163 w wadze lekkiej.               |
| Wygrana   | 8-2    | Jacek Dziewięcki (2-4)          | Decyzja (jednogłośna)                         | 3     | 3:00 | ALMMA 163: Mistrzostwa Polski MMA 2018 oraz Mistrzostwa Mazowsza | 16.12.2018 | Sochaczew | Eliminacje ALMMA 163. Powrót do wagi lekkiej.        |
| Przegrana | 7-2    | Patryk Kaczmarczyk (22-5)       | Decyzja (jednogłośna)                         | 3     | 3:00 | TFL 15: Noxy Night                                               | 20.10.2018 | Lublin    | Powrót do wagi piórkowej.                            |
| Wygrana   | 7-1    | Szymon Biłas (6-3)              | Decyzja (jednogłośna)                         | 3     | 3:00 | Carpathian Warriors 4: Bitwa o San                               | 26.05.2018 | Jarosław  | Powrót do wagi piórkowej.                            |
| Wygrana   | 6-1    | Marcel Kachel (3-5)             | Poddanie (duszenie zza pleców)                | 3     | 1:46 | TFL 13: Noxy Night                                               | 23.03.2018 | Lublin    | Powrót do wagi piórkowej.                            |
| Wygrana   | 5-1    | Damian Recław (0-0)             | Poddanie (duszenie gilotynowe)                | 1     | 2:11 | Time of Masters                                                  | 17.02.2018 | Kraków    | Finał Time of Masters w wadze lekkiej.               |
| Wygrana   | 4-1    | Dawid Nalepka (0-0)             | Poddanie (duszenie gilotynowe)                | 2     | 1:13 | Time of Masters                                                  | 17.02.2018 | Kraków    | Półfinał Time of Masters w wadze lekkiej.            |
| Wygrana   | 3-1    | Filip Błachut (0-0)             | Poddanie (duszenie gilotynowe)                | 1     | 0:51 | Time of Masters                                                  | 17.02.2018 | Kraków    | Powrót do wagi lekkiej. Ćwierćfinał Time of Masters. |
| Wygrana   | 2-1    | Kamil Korzeniowski (3-1)        | Poddanie (duszenie gilotynowe)                | 1     | 1:35 | ALMMA 137: Mistrzostwa Polski Południowej                        | 21.10.2017 | Borzęcin  | Finał ALMMA 137 w wadze piórkowej.                   |
| Wygrana   | 1-1    | Andriej Moszynets (0-0)         | Poddanie (duszenie gilotynowe)                | 1     | 0:45 | ALMMA 137: Mistrzostwa Polski Południowej                        | 21.10.2017 | Borzęcin  | Przejście do wagi piórkowej.                         |
| Przegrana | 0-1    | Adam Pawera (1-0)               | Decyzja (jednogłośna)                         | 1     | 4:00 | ALMMA 134: VIP Jurków                                            | 08.07.2017 | Jurków    | Debiut w wadze lekkiej.                              |